# Hovhannes Tertzakian
Hovhannes Tertzakian CAM (* 3. Januar 1924 in Aleppo, Syrien; † 28. Januar 2002 in Belmont, Massachusetts) war Bischof der armenisch-katholischen Kirche und leitete die Eparchie Our Lady of Nareg in New York.

## Leben
Tertzakian (Taufname: Edouard) besuchte die Schule der Maristen in Aleppo und der Mechitaristen auf San Lazzaro bei Venedig. 1940 wurde er selbst Mitglied des Mechitaristen-Ordens. Er studierte an der Gregoriana in Rom und wurde am 8. September auf San Lazzaro zum armenisch-katholischen Priester geweiht. Danach wirkte er als Lehrer an den Mechitaristen-Schulen in Alexandrien (Ägypten) und Aleppo, 1980 bis 1982 als Rektor des Collège Samuel Mourat in Sèvres (Frankreich).
Am 16. Juli 1982 wurde Tertzakian zum Generalabt der Venediger Mechitaristen gewählt. Er legte dieses Amt schon am 4. Januar 1984 nieder, um ein armenisch-katholisches Schulwesen in Nordamerika aufzubauen. 1986 wurde er Rektor der armenisch-katholischen St. Annen-Kathedrale in New York und 1990 Kanzler des Apostolischen Exarchats für die katholischen Armenier in den USA und Kanada.
Am 6. Januar 1995 wurde Hovhannes Tertzakian durch Papst Johannes Paul II. zum Apostolischen Exarchen für die katholischen Armenier in den USA und Kanada sowie zum Titularbischof von Trapezus degli Armeni (heute: Trabzon) ernannt. Die Bischofsweihe erteilte ihm Katholikos-Patriarch Hovhannes Bedros XVIII. Kasparian am 29. April 1995 in Glendale, Kalifornien. Seine Inthronisation erfolgte am 7. Mai 1995 in New York. 
Mit Vollendung des 75. Lebensjahres trat Tertzakian, wie kirchenrechtlich vorgesehen, von seinem Bischofsamt zurück. Ab 2001 wirkte der emeritierte Bischof als Liturge und Seelsorger an der Heilig-Kreuz-Kirche in Belmont, Mass. In ihrer Nähe starb er 78-jährig als Fußgänger durch einen Verkehrsunfall. Beigesetzt wurde er auf dem Mechitaristen-Friedhof von San Lazzaro.